# Ванчо Пркев
Ванчо Пркев Сермен (Серменин, код Ђевђелије, 1921 — Градец, код Винице, 21. мај 1943), учесник Народноослободилачке борбе и народни херој Југославије.

## Биографија
Рођен је 1921. године у селу Серменин код Ђевђелије, у крајње сиромашној породици. Као дете усвојила га је једна породица у Штипу. Основну школу и гимназију завршио је у Штипу. Кад је навршио десет година, сазнао је да му прави родитељи живе у Серменину. Тамо је посетио мајку, која је била болесна, а отац му је већ раније умро. После тога се вратио у Штип, где је ускоро почео да чита марксистичку литературу због чега се определио за револуционарни покрет. Приступио је омладинском кружоку, у којем су осим читања покретане и акције против режима.
Године 1939. уписао се на Технички факлутет у Београду. Тамо је 1940. године постао члан Комунистичке партије Југославије. Активно је учествовао у демонстрацијама, што га је доводило у сукоб са режимом.
После окупације радио је у Штипу, где је користио своје револуционарно искуство стечено у Београду. Формирао је више скојевских група и руководио њима, усмеравајућих их да врше припреме за оружани устанак против окупатора. Кад је полиција открила његову делатност, био му је отежан боравак у граду. Због тога га је Покрајински комитет КПЈ за Македонију послао на политички рад у ресенски крај, који је био под италијанском окупацијом. Тамо је Ванчо узео партизанско име Сермен. Његов рад на припремању устанка у овом крају био је успешан.
У току 1942. године био је политички комесар Битољско-преспанског партизанског одреда. У пролеће 1943. године, по директиви КПЈ вратио се у Штип на илегални рад са задатком да формира Брегалнички партизански одред. Дана 19. маја 1943. године повео је прву групу младих партизана према Плачковици. У подножју планине група је стала да се одмори у једној колиби. Ту их је сустигла потера бугарске полиције. Полицајци су опколили колибу, а у групи је само Сермен имао пушку, док су остали били ненаоружани. Наредио је омладинцима да се пробију до планине док им он штити одступницу. Пуцао је док је имао муниције, а онда је с последњим метком у пушци јурнуо на непријатеља и пао покошен митраљеским рафалом.
Указом Президијума Народне скупштине ФНР Југославије број 211/49 1. августа 1949. проглашен је за народног хероја.